# Liste des abbés de Valmagne
La liste des abbés de Sainte-Marie de Valmagne est tirée du livre de Claude Devic et Joseph Vaissète, Histoire générale de Languedoc tome 4 de l'édition de 1872 par la Librairie Privat de Toulouse, et de La France pontificale d'Honoré Fisquet.

## Liste des abbés
1. - Foulques, abbé d'Ardorel, dans le diocèse de Castres, est donné pour le premier abbé de Valmagne en 1138. Il l'est encore en 1140 ;
2. - Pierre Ier Raoul cité abbé de Valmagne en 1146 et 1155. Le pape Eugène III lui a adressé une bulle la quatrième année de son pontificat ;
3. - Ermengaud Ier en 1155. Il vit encore en 1171 ;
4. - Amédée Ier est nommé dans les chartes en 1171 et 1173 ;
5. - Jean Ier abbé de Valmagne en 1173. Il n'est plus fait mention de lui après 1179 ;
6. - Amédée II, abbé de Valmagne en 1179. Il n'est plus fait mention de lui après 1193 ;
7. - Jean II, cité en 1195. Il a reçu des dons de la famille de Montpellier ;
8. - Pierre II d'Autun cité abbé de Valmagne en 1195 et 1197. Il s'est démis ou il est mort cette dernière année car son successeur est nommé à la fin l'année 1197 ;
9. - Ermengaud II, cité abbé de Valmagne à la fin de l'année 1197 ;
10. - Pierre III, en 1201 - 1211[1] ;
11. - Bernard de La Coste, béni le 11 avril 1211. Il vivait encore en 1217 ;
12. - Étienne Ier, 1216-1217 ;
13. - Guillaume Ier de Lieucan, 1217-1222 ;
14. - Raimond de Montagnac, moine de Valmagne, successeur du précédent, son nom est cité dans plusieurs chartes de 1226 à 1233 ;
15. - Amédée III, abbé de Valmagne en 1234 ;
16. - Pierre IV Raimond, 1235-1239 ;
17. - Arnaud Ier, 1242 ;
18. - Rigaud, 1244 ;
19. - Bertrand d'Auriac, 1245-1263, fait construire l'église abbatiale et fondateur à Montpellier du Collège de Valmagne, protégé du pape Clément IV. En 1249, il traite avec le roi d'Aragon, seigneur de Montpellier, au sujet des fiefs de Cabrials et d'Omélas. En 1257, Pierre, évêque d'Agde, autorise la construction d'une nouvelle abbatiale. En 1263, le roi d'Aragon Jacques Ier d'Aragon a cédé à Bertrand d'Auriac le cimetière des Juifs à Montpellier, près de la porte de Saint-Guilhem pour y agrandir la maison collégiale permettant aux jeunes moines de s'y livrer aux études dans une ville qui en était le centre[2],[3]  ;
20. - Hugues, cité dans des actes de 1263, 1266 et 1269 ;
21. - Jean III, abbé en 1274 ;
22. - Arnaud II de Pouzols, cité en 1277 et 1295, et peut-être en 1297 ;
23. - Pons Maurin, en 1297. Il est abbé de Grandselve en 1319 ;
24. - Bérenger Barfin ou Raffin, successeur de Pons, 1319-1322. Des pamphlets sont écrits contre cet abbé que le pape Jean XXII condamna la sixième année de son pontificat ;
25. - Pierre V, cité abbé de Valmagne en 1339 et 1342 ;
26. - Guillaume II, cité en 1343, 1344 et 1349 ;
27. - Arnaud III, abbé de Valmagne en 1349 ;
28. - Guillaume III jure obéissance à Pierre, évêque d'Agde, le 17 juin 1352 ;
29. - Adémar, 1353-1362 ;
30. - Pierre VI, 1362-1376 ;
31. - Guillaume IV Guitard, 1377-1402 ;
32. - Jean IV, cité en 1412, 1420 et 1422 ;
33. - Guillaume V, 1426-1436 ;
34. - Jean V de Guers, successeur du précédent, encore cité en 1465 ;
35. - Jean VI Picaud, abbé de Valmagne de 1472 à 1476 ;
36. - Arnaud IV de Lauzières, issu d'une famille noble du Languedoc, protonotaire apostolique, nommé abbé de Valmagne par une bulle de 1477. Il est peut-être le premier abbé commendataire. En 1490 il a uni l'abbaye de Netlieu à l'abbaye de Valmagne. En 1497, il a reçu trente livres tournois accordé en aumône perpétuel au couvent de Netlieu par Louis IX. Il s'est démis de l'abbaye de Valmagne en 1506 en faveur de son frère ;
37. - François de Lauzières a pris possession de l'abbaye le 24 juillet 1506 ;
38. - Robert II de Lauzières, 1556 ;
39. - Antoine de Villeneuve, 1563 ;
40. - Vincen Concombet de Saint-Séverin, 1571-1577 ;
41. - Pierre VII de Guers, abbé de Valmagne en 1578, jusqu'en 1603 ;
42. - Étienne II du Verger, abbé commendataire de Valmagne, 1603-1613 ;
43. - Guillaume VI de Marion, 1613-1614 ;
44. - Henri de Thézan de Sazes, abbé commendataire de Valmagne par résignation du précédent, 1628-1644 ;
45. - Henri de Siri, italien, nommé par le pape, il a cédé l'abbaye en 1670 au cardinal de Bonzi choisi par le roi ;
46. - Pierre VIII de Bonzi, cardinal-archevêque de Narbonne, abbé commendataire de Valmagne en 1680. Il y a fait plusieurs constructions. Il a cédé l'abbaye à son neveu ;
47. - Armand Pierre de La Croix de Castries, fils du marquis de Castries et d'Isabelle de Bonzi, sœur du cardinal de Bonzi. Il en a reçu la commende par cession que lui en a fait son oncle. Il en a pris possession par procureur le 6 septembre 1698. Il est nommé archevêque de Tours en 1717, puis archevêque d'Albi en 1719. Il est mort en 1747.
48. - Jean VII Louis du Buisson de Beauteville, vicaire général du diocèse de Mirepoix, il est nommé abbé commendataire de l'abbaye de Valmagne par brevet royal du 1er juillet 1747. Il est nommé évêque d'Alais (Alès) en 1756. Il a été nommé abbé de Sainte-Croix de Bordeaux en 1761. Il est mort en 1776 ;
49. - Pierre IX François de Jouffroy d'Abbans, nommé abbé de Valmagne en 1776 ;
50. - Armand II Pierre de Chastenet de Puységur, chanoine et vicaire général du diocèse d'Albi. Il est nommé abbé commendataire de Valmagne en 1781. Il a conservé ce titre jusqu'en 1790. Son frère, Jean Auguste de Chastenet de Puységur a été évêque de Saint-Omer, puis de Carcassonne et archevêque de Bourges.